# Michaił Nowochat´ko
Michaił Stiepanowicz Nowochat´ko (ros. Михаил Степанович Новохатько, ur. 25 sierpnia?/7 września 1907 we wsi Czikałowka obecnie w rejonie krzemieńczuckim w obwodzie połtawskim, zm. 31 sierpnia 1944 pod Rzeszowem) – radziecki wojskowy, pułkownik, Bohater Związku Radzieckiego (1943).

## Życiorys
Urodził się w ukraińskiej rodzinie chłopskiej. Miał wykształcenie średnie, 1927-1929 pracował jako instruktor rejonowego komitetu Komsomołu w obwodzie kirowohradzkim, od 1929 służył w Armii Czerwonej, w 1931 został członkiem WKP(b). Od 1941 uczestniczył w wojnie z Niemcami, 26 lipca 1943 został dowódcą 51 Gwardyjskiej Brygady Pancernej 6 Gwardyjskiego Korpusu Pancernego 3 Gwardyjskiej Armii Pancernej na Froncie Woroneskim w stopniu pułkownika. Wyróżnił się w bitwie o Dniepr, 22 września 1943 zorganizował przeprawę przez Dniepr w okolicach wsi Hryhorówka w rejonie kaniowskim w obwodzie czerkaskim i zabezpieczał uchwycenie przyczółka. 16 stycznia 1944 objął dowództwo 56 Gwardyjskiej Brygady Pancernej 4 Gwardyjskiego Korpusu Pancernego 60 Armii 1 Frontu Ukraińskiego, a w drugiej połowie marca 70 Brygady Zmechanizowanej 9 Korpusu Zmechanizowanego 3 Gwardyjskiej Armii Pancernej 1 Frontu Ukraińskiego. Zginął w walkach o Rzeszów. Został pochowany w Przemyślu. Jego imieniem nazwano m.in. szkołę średnią i ulicę.

## Odznaczenia
- Złota Gwiazda Bohatera Związku Radzieckiego (17 listopada 1943)
- Order Lenina
- Order Kutuzowa II klasy
- Order Wojny Ojczyźnianej I klasy